# 三月事件 (阿塞拜疆)
三月事件是1918年3月30日至4月2日（俄國內戰期間）發生於外高加索委員部巴庫的種族武裝衝突事件，布爾什維克軍隊與亞美尼亞民族主義組織亞美尼亞革命聯盟合作對抗亞塞拜然平等黨。紐約時報報導指「俄羅斯人與穆斯林的衝突中共有2000人死亡與3000人受傷」，隔年報導又稱共有12,000人罹難。事後當地建立短暫的蘇維埃政權巴庫公社。同年9月高加索伊斯蘭軍攻佔巴庫，爆發了上萬名亞美尼亞人被屠殺的九月事件。
多數來源將三月事件解讀為內戰衝突，亞塞拜然方則將此事件視為種族屠殺，2013年9月18日庫巴的種族滅絕紀念碑由亞塞拜然總統伊利哈姆·阿利耶夫揭幕，紀念三月事件的罹難者。